# أل لورانس (منافس ألعاب قوى)
أل لورانس (بالإنجليزية: Al Lawrence)‏ هو منافس ألعاب قوى جامايكي، ولد في 26 أبريل 1961 في جامايكا.

## وصلات خارجية
- أل لورانس على موقع أوليمبيديا (الإنجليزية)